# 史葛·路治
史葛·占士·路治（英語：Scott James Loach，1988年5月27日—），英格蘭足球運動員，司職守門員。其曾效力英冠球會屈福特，期間曾外借至斯塔福德流浪、莫克姆和巴拉福特等低組別球會。

## 生平

### 球會
在諾定咸出生的路治自小參加葉士域治青訓學院，其後一度轉投修安聯，直到2003年年僅15歲加盟林肯城，翌年夏季成為學徒球員，效力期間曾多次被外借到非聯賽球隊汲取實戰經驗。
雖然獲得林肯城給予職業球員合約，路治於2006年4月到屈福特進行試訓，於球季結束後以5萬英鎊身價正式加盟這支新近升班英超的球會。其後兩年路治被外借到不同的低級別球隊增加上陣時間，而屈福特亦於升班僅一季後即回降英冠。
2008年8月12日路治首次為屈福特把關，於英格蘭聯賽盃第一圈主場1-0擊敗布里斯托流浪。9月20日路治首次在聯賽露面，主場出戰雷丁，於開賽後僅4分鐘入場代替肩膀脫臼的正選門將潘姆（Mart Poom），賽至13分鐘，雷丁史堤芬·亨特（Stephen Hunt）開出角球，伊斯泰斯（John Eustace）與诺尔·亨特（Noel Hunt）在近柱爭奪，皮球在離門約4碼彈出界，诺尔·亨特將球勾回場內，比基頭球攻門被路治接去，但此時旁證卻舉旗示意皮球入網，球證聽從判入球。賽後雖然各方證實皮球從沒進入球門，基於球例訂明球證的判決是最後判決，這球被算作伊斯泰斯的「烏龍球」，亦是路治為屈福特在聯賽上陣首個正式「失球」。年事已高的潘姆一直沒法復原，路治自此擔正成為屈福特的一號門將。2009年4月15日路治與屈福特延長合約直到2012年。於2010年3月4日再延長1年合約到2013年。
2012年7月19日，英冠球會葉士域治從屈福特簽入路治，轉會費金額沒有透露，合約為期四年。

## 外部連結
- Scott Loach profile at watfordfc.co.uk
- 足球数据库：史葛·路治的球员统计数据